# Bellevue, Illinois
Bellevue là một làng thuộc quận Peoria, tiểu bang Illinois, Hoa Kỳ. Năm 2010, dân số của làng này là 1978 người.

## Dân số
Dân số qua các năm:
- Năm 2000: 1887 người.
- Năm 2010: 1978 người.